# Ornithion
Ornithion – rodzaj ptaków z podrodziny eleni (Elaeniinae) w rodzinie tyrankowatych (Tyrannidae).

## Zasięg występowania
Rodzaj obejmuje gatunki występujące w Meksyku, Ameryce Centralnej i Południowej.

## Morfologia
Długość ciała 8 cm; masa ciała 6–8 g.

## Systematyka

### Etymologia
Ornithion: gr. ορνιθιον ornithion „ptaszek”, zdrobnienie od ορνις ornis, ορνιθος ornithos „ptak”.

### Podział systematyczny
Do rodzaju należą następujące gatunki:
- Ornithion inerme Hartlaub, 1853 – brewinek amazoński
- Ornithion semiflavum (P.L. Sclater & Salvin, 1860) – brewinek żółtobrzuchy
- Ornithion brunneicapillus (Lawrence, 1862) – brewinek brązowogłowy